# Angelo Musone

Angelo Musone alza il braccio dopo aver messo KO Leon Spinks. Jesi, 1987.

Angelo Musone (Marcianise, 1º marzo 1963) è un ex pugile italiano, vincitore della medaglia di bronzo ai giochi olimpici estivi di Los Angeles del 1984 nella categoria pesi massimi.

## Biografia

### Carriera da dilettante
Musone si è avvicinato al pugilato nella palestra Excelsior Boxe di Marcianise, diretta dal maestro Mimmo Brillantino che ne farà una fucina di campioni.
Ha vinto la medaglia d'argento ai Giochi del Mediterraneo di Casablanca 1983, nei pesi massimi e quella di bronzo alla Coppa del mondo dello stesso anno, a Roma. Alla fine dell'anno si è laureato Campione d'Italia dilettanti, a Parma.
Convocato a rappresentare l'Italia alle Olimpiadi di Los Angeles del 1984, nei pesi massimi, ha battuto al primo turno il keniano James Omondi (5-0), agli ottavi di finale il boliviano Marvin Perez per rinuncia a salire sul ring e ai quarti di finale lo svedese Hakan Brock (5-0).
In semifinale, lo attendeva lo statunitense Henry Tillman che, oltre a combattere in casa era anche il grande favorito della categoria per aver eliminato il giovane Mike Tyson alle selezioni americane. Salito sul ring, Musone malmenò letteralmente l'incredulo statunitense per tutte e tre le riprese. Alla fine tre giudici su cinque ne decretarono la vittoria ed anche tale verdetto starebbe stato stretto all'italiano che aveva dominato l'incontro. In base a un'innovazione dell’AIBA, tuttavia, ogni verdetto equilibrato doveva essere ripreso in esame da un giury, il quale - incredibilmente - lo sovvertì con un 5 a 0 in favore di Tillman. Questi, in finale, si aggiudicherà la medaglia d'oro mentre all'italiano non restò che consolarsi con quella di bronzo. Al ritorno in patria, tuttavia, i compaesani di Marcianise lo accolsero festeggiando come se avesse vinto la medaglia d'oro.
Musone ha concluso la carriera dilettantistica subito dopo le Olimpiadi con un record di 53 incontri, di cui 39 vinti, 9 persi, 4 pari e uno no-contest.

### Carriera da professionista
Musone passò professionista nell'ottobre 1984 nella scuderia Totip di Umberto Branchini. Ha combattuto nei pesi massimi leggeri ottenendo una striscia iniziale di 20 combattimenti tutti vinti, di cui 13 prima del limite. Al diciannovesimo combattimento ha incrociato i guantoni con Leon Spinks, campione olimpico a Montréal 1976 ed ex Campione del mondo dei pesi massimi (1978) a spese del grande Muhammad Ali. Il 22 maggio 1987 sul ring di Jesi, Musone lo mise KO al settimo round.
Il 15 agosto 1987, alla sua prima trasferta all'estero, Angelo Musone fu messo KO a Saint-Tropez dal mediocre italo-americano Steve Mornino. Dopo di ciò, a soli ventiquattro anni e soffrendo di problemi fisici, preferì abbandonare la boxe agonistica.

### Dopo il ritiro
Musone è stato Consigliere federale della Federazione Pugilistica Italiana e, nel luglio 2016, nominato assessore allo sport, grandi eventi, associazionismo e Cimitero del Comune di Marcianise, dal Sindaco Antonello Velardi.

## Riferimenti nella cultura di massa
- Alle Olimpiadi di Pechino 2008 il pugile di Marcianise Clemente Russo, trovandosi ad affrontare nella semifinale dei pesi massimi lo statunitense Deontay Wilder, dichiarò alla stampa che avrebbe vinto per vendicare il furto subito dal concittadino Angelo Musone, nella semifinale di Los Angeles di ventiquattro anni prima. Per la cronaca Russo batté lo statunitense ma perse poi in finale contro un pugile russo[8].

- Nella sua Marcianise Angelo Musone godé di una popolarità tale che un giudice del lavoro, pur dovendo emettere una sentenza sfavorevole all'ex-pugile ritenne espressamente equo che le spese giudiziarie andassero compensate e non addebitate alla parte soccombente (cioè Musone) per "chiari meriti sportivi" acquisiti dal medesimo[9].